# 上駒駅

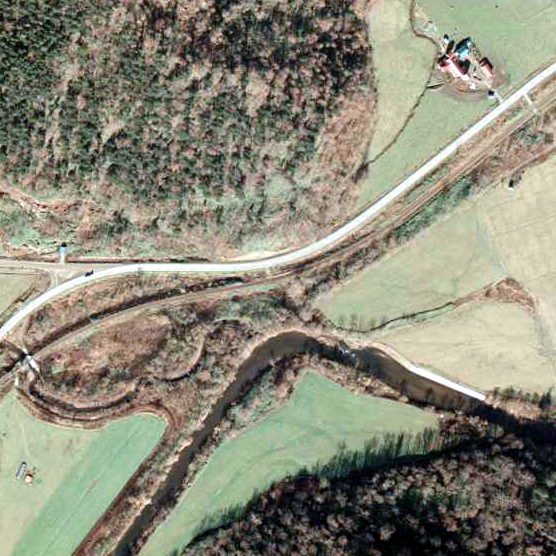
1977年の上駒仮乗降場と周囲約500m範囲。右上が中頓別方面。判別しにくいが中央に国道275号から細く短い道が線路へ向かっていて、その右に細く白いホームが見える。周囲に待合室は見えない。上駒と言っても松音知地区との境に近く、地区の中心からは離れていて、左に見える知駒内川上流の集落の為に設けられているような位置にあり、両側から小山が迫る風の強い場所に設置されている。

上駒駅（かみこまえき）は、北海道（宗谷支庁）枝幸郡中頓別町字上駒にかつて設置されていた、北海道旅客鉄道（JR北海道）天北線の駅（廃駅）である。天北線の廃線に伴い、1989年（平成元年）5月1日に廃駅となった。

## 歴史
- 1955年（昭和30年）12月2日 - 日本国有鉄道（国鉄）北見線（後の天北線）の上駒仮乗降場（局設定）として、新設[1][2]。
- 1987年（昭和62年）4月1日 - 国鉄分割民営化により、北海道旅客鉄道（JR北海道）の駅となると共に旅客駅に昇格[1]。上駒駅となる[1]。
- 1989年（平成元年）5月1日 - 天北線の全線廃止に伴い、廃駅となる[1]。

## 駅構造
廃止時点で、単式ホーム1面1線を有する地上駅であった。
仮乗降場に出自を持つ無人駅となっていた。

## 駅名の由来
当駅が所在した地名より。
アイヌ語のシュルク=オマ=ナイ（トリカブトのある川）を語源とするシリコマナイ川流域の知駒内集落への入口に当たる。1938年（昭和13年）4月の字名改正前は頓別川上流ということから、知駒内原野も含めて単に「上」と呼ばれていたが、改正後「上駒」となった。

## 駅周辺
広大な原野が広がる。
- 国道275号（頓別国道）
- 知駒神社[3]
- 頓別川[3]
- 宗谷バス天北宗谷岬線「上駒」停留所

## 駅跡
2011年（平成23年）時点で遺構は何も残っておらず、バス停があるのみであった。原野となっている。

## 隣の駅
北海道旅客鉄道
天北線
松音知駅 - 上駒駅 - 中頓別駅